# Amanda Brugel
Amanda Brugel (Pointe-Claire, 24 marzo 1978) è un'attrice canadese.

## Biografia
Dopo la laurea alla York University nel 2000, Amanda Brugel ha fatto il suo esordio sul grande schermo nel 2001 nel film Jason X e negli anni successivi ha ricoperto molteplici ruoli secondari in film e serie televisive come Kojak, Kevin Hill e Il sesso secondo Josh.
Dalla metà degli anni duemiladieci la sua carriera cinematografica si è intensificata e la Brugel ha recitato in Maps to the Stars, Room e Suicide Squad. Dal 2017 interpreta Rita in The Handmaid's Tale, mentre dal 2022 è una dei giudici di Canada's Drag Race.

## Filmografia parziale

### Cinema
- Jason X, regia di James Isaac (2002)
- Un principe tutto mio (The Prince & Me), regia di Martha Coolidge (2004)
- KAW - L'attacco dei corvi imperiali (KAW), regia di Sheldon Wilson (2007)
- Maps to the Stars, regia di David Cronenberg (2014)
- The Calling - Vocazione omicida (The Calling), regia di James Stone (2013)
- Room, regia di Lenny Abrahamson (2015)
- Suicide Squad, regia di David Ayer (2016)
- Kodachrome, regia di Mark Raso (2017)
- Becky, regia di Cary Murnion e Jonathan Milott (2020)
- Flashback, regia di Christopher MacBride (2020)
- Piscina infinita (Infinity Pool), regia di Brandon Cronenberg (2023)

### Televisione
- Soul Food – serie TV, 1 episodio (2001)
- Leap Years – serie TV, 1 episodio (2001)
- 134 modi per innamorarsi (This Time Around), regia di Douglas Barr – film TV (2003)
- Doc – serie TV, 1 episodio (2003)
- Catastrofe a catena (Category 6: Day of Destruction), regia di Dick Lowry – film TV (2004)
- Una nuova vita per Zoe (Wild Card) – serie TV, 1 episodio (2004)
- Kojak – serie TV, 1 episodio (2005)
- Kevin Hill – serie TV, 1 episodio (2005)
- Il sesso secondo Josh (Naked Josh) – serie TV, 1 episodio (2006)
- Alla corte di Alice (This is Wonderland) – serie TV, 1 episodio (2006)
- Il socio (The Firm) – serie TV, 3 episodi (2012)
- Saving Hope – serie TV, 1 episodio (2012)
- Flashpoint – serie TV, 1 episodio (2012)
- Warehouse 13 – serie TV, 1 episodio (2013)
- Nikita – serie TV, 1 episodio (2013)
- Covert Affairs – serie TV, 5 episodi (2013)
- Orphan Black – serie TV, 5 episodi (2015)
- Dark Matter – serie TV, 2 episodi (2015)
- Eyewitness – serie TV, 6 episodi (2016)
- L'amore è complicato (Love's Complicated), regia di Jerry Ciccoritti – film TV (2016)
- The Handmaid's Tale – serie TV, 27 episodi (2017-2025)
- Workin' Moms – serie TV, 5 episodi (2018)
- Snowpiercer – serie TV, 5 episodi (2020-2021)

## Doppiatrici italiane
Nelle versioni in italiano dei suoi film, Amanda Brugel è stata doppiata da:
- Deborah Ciccorelli in KAW - L'attacco dei corvi imperiali
- Sophia De Pietro in L'amore è complicato
- Luisa Ziliotto in The Handmaid's Tale (s.1-4)
- Valentina Pollani in The Handmaid's Tale (s.5-6)
- Laura Facchin in Snowpiercer